# Heinrich Eweler
Heinrich Gustav Eweler (* 12. Mai 1902 in Dortmund; † 5. September 1966 in Essen) war ein deutscher Jurist, Kriminalpolizist und SS-Führer.

## Leben
Eweler absolvierte ein Studium der Rechtswissenschaft an der Universität Freiburg und gehörte seit 1921/22 der Freiburger Burschenschaft Teutonia an. Er wurde 1927 an der Universität Erlangen zum Dr. jur. promoviert. Zuvor war er nach Studienabschluss 1926 als Anwärter zum Kriminalkommissar in die Dortmunder Polizei eingetreten. Ab 1929 leitete er als Kriminalkommissar bei mehreren Dienststellen der Kriminalpolizei in Deutschland das Raub- und Einbruchsdezernat.
Nach der Machtübergabe an die Nationalsozialisten trat er zum 1. Mai 1933 der NSDAP bei (Mitgliedsnummer 2.927.701). Ab 1936 war er Fachlehrer für Kriminologie und Kriminalistik am Polizei-Institut Charlottenburg und war dort später für die Organisation des Unterrichtsbetriebes verantwortlich. 1938 wurde der Kriminalrat Mitglied der SS (SS-Nr. 308.193) und zeitgleich in den SD aufgenommen. Eweler stieg im April 1941 bis zum SS-Sturmbannführer auf. Im November 1941 wurde er Leiter der Kriminalpolizeistelle in Recklinghausen. In dieser Funktion trug er Mitverantwortung für Maßnahmen der Vorbeugenden Verbrechensbekämpfung und die Verfolgung von sogenannten Roma und Sinti. 1943 wurde er zum Regierungsrat ernannt.
Kurz vor Kriegsende wurde Eweler verhaftet und in britische Internierung genommen. Verletzungsbedingt wurde er 1946 aus der Internierung entlassen. Im Juni 1948 wurde er im Kreis Beckum als entlastet entnazifiziert. Er bewarb sich bei der Stadtkreis-Polizei Arnsberg, verschwieg dabei aber in dem Bewusstsein, dass seine Personalakte nicht mehr vorhanden war, seine SS-Mitgliedschaft. Zum 1. Oktober 1948 wurde er bei der Stadtkreis-Polizei Arnsberg wieder eingestellt und 1950 neben der Beförderung zum Leitenden Kriminalrat zum Leiter der Kriminalpolizei in Arnsberg ernannt. Später wurde er Leiter der Kriminalpolizei in Essen, sein Vertreter wurde Fritz Keunecke. Eweler ist im Braunbuch der DDR aufgeführt.
Eweler war verheiratet und Vater zweier Kinder. Seine Schwester war die 14 Jahre jüngere Filmschauspielerin Ruth Eweler.

## Schriften
- Die Zuständigkeit des Vorstandes, des Aufsichtsrates und der Generalversammlung einer Aktiengesellschaft, Langendreer 1927 (zugleich Erlangen, Jur. Diss., 1927)